# Museo di storia della fisica dell'Università di Padova
Il Museo di Storia della Fisica "Giovanni Poleni" è situato presso il Dipartimento di Fisica e Astronomia “Galileo Galilei” dell'Università degli Studi di Padova. Il museo conserva una collezione di strumenti scientifici antichi strettamente legata al passato scientifico dell'Università di Padova, che sin dal Settecento si caratterizzò per l'innovazione e la vocazione sperimentale.

## Storia della collezione
La raccolta nasce nel 1738 quando viene istituita dal Senato veneziano la cattedra di filosofia sperimentale nell'Università di Padova. Per la prima volta si intende proporre delle lezioni basate su esperimenti e dimostrazioni. Le materie trattate vanno dalla meccanica all'idrostatica, dall'ottica al calore: si può parlare in termini moderni di lezioni di “fisica sperimentale”. La nuova cattedra viene assegnata nel 1739 a Giovanni Poleni, marchese veneziano, all'epoca professore di matematica nell'ateneo patavino.
Proprio per le nuove lezioni di filosofia sperimentale, Poleni avvia la creazione di un Gabinetto di Fisica che arriva a contare circa quattrocento strumenti, diventando un punto di riferimento in Europa. Circa un centinaio di apparati del Gabinetto poleniano sono sopravvissuti fino ai nostri giorni. Dopo Poleni, la raccolta venne via via arricchita dai suoi successori nel corso dei secoli e fino ai nostri giorni. La strumentazione, destinata innanzitutto all'insegnamento della fisica ma anche ad attività di ricerca, doveva essere infatti continuamente adeguata in funzione degli sviluppi della scienza e vennero quindi acquisiti migliaia di nuovi apparecchi, nonché alcuni dispositivi più antichi risalenti al Cinquecento e al Seicento.
Per quasi due secoli, l'insegnamento della fisica sperimentale venne mantenuto al Palazzo del Bo, dove Poleni aveva fatto costruire per le sue lezioni un vero e proprio “Teatro”. La strumentazione fu poi trasferita nel 1937 in via Marzolo, dove venne realizzato il nuovo edificio dell'allora Istituto di Fisica. Trascurata negli anni della guerra e della successiva rinascita della fisica padovana, la collezione venne infine studiata e messa in salvo a partire dagli anni 1970 da Gian Antonio Salandin, allora professore del Dipartimento di Fisica. Cominciò così ad emergere il valore storico della raccolta, tuttora oggetto di numerosi studi, e di cui circa 700 pezzi sono oggi esposti nei locali del polo didattico del Dipartimento di Fisica e Astronomia, mentre il resto è conservato in diversi depositi. 

## Struttura del Museo
Seppur unitaria e caratterizzata da contorni ben definiti – la collezione è il frutto delle attività di ricerca e didattica a Padova nel campo della fisica -, la raccolta di strumenti scientifici del Museo di Storia della Fisica si presta a una notevole varietà di possibili letture. Ogni oggetto si colloca infatti al centro di mille storie, e la collezione stessa può essere “letta” in svariati modi diversi: si può ad esempio seguire un percorso puramente cronologico, esaminando lo sviluppo del pensiero scientifico e della tecnologia dal Rinascimento ai nostri giorni, oppure si può scegliere di analizzare la raccolta in funzione dei vari ambiti della scienza - dall'astronomia alla meccanica, dalla pneumatica all'elettricità -, o anche studiarla alla luce della storia dell'Ateneo patavino, sulle tracce dei vari professori che si sono succeduti sulla cattedra di fisica sperimentale dal Settecento a oggi
Ad oggi la collezione è situata nel piano seminterrato dell'edificio di via Loredan 10 che costituisce il Polo Didattico del Dipartimento di Fisica e Astronomia.
La destinazione delle varie stanze che compongono il Museo è la seguente: 

### Sala dell'Astrolabio

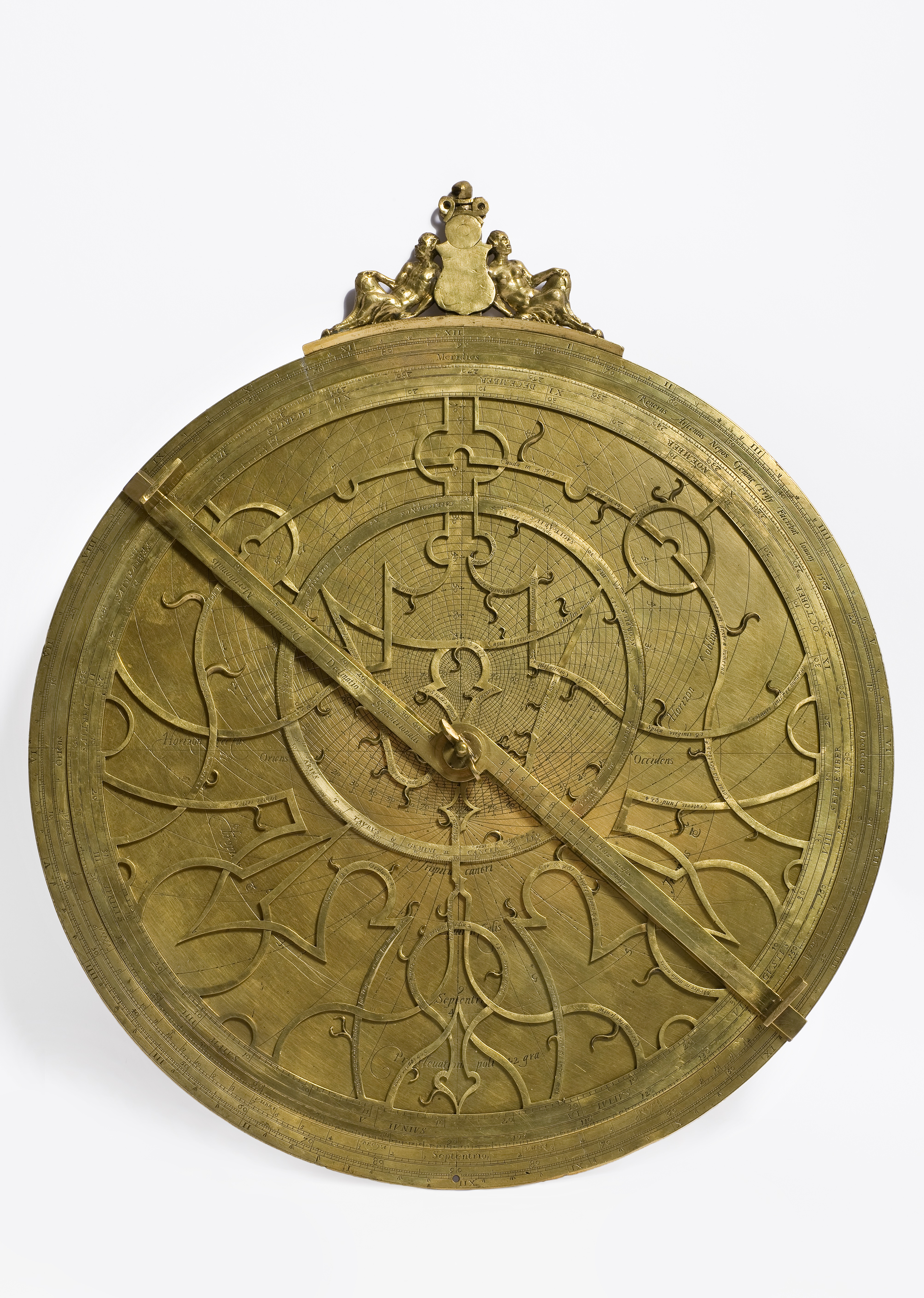
Astrolabio, firmato “Renerus Arsenius Nepos Gemme Frisy Faciebat Louany 1566”.

La sala deve il suo nome alla presenza dell'astrolabio firmato “Renerus Arsenius Nepos Gemme Frisy Faciebat Louany 1566”, uno degli strumenti più antichi della raccolta del Museo. Costruito nel 1566 da Gualterus Arsenius, questo strumento presenta una particolarità che lo rende unico al mondo: sia sui timpani che sulla rete di questo astrolabio, la proiezione si estende a sud del tropico del Capricorno, mentre solitamente tale tropico costituisce il limite esterno dei piatti e della rete degli astrolabi. In altre parole, sono per esempio incluse sulla rete di questo astrolabio delle stelle che si trovano a sud del tropico del Capricorno. Si tratta dell'unico esemplare conosciuto di astrolabio costruito da Arsenius con una simile estensione, che non viene peraltro mai menzionata né nei testi islamici né nei trattati occidentali dell'epoca.

Altro strumento rinascimentale conservato in questa sala è una sfera armillare, risalente alla metà del XVI secolo e corrispondente alla “sfera armillare di ottone” che venne acquistata nel 1828 da Salvatore Dal Negro, all'epoca professore di fisica sperimentale a Padova. Questa sfera è caratterizzata da una struttura molto particolare: essa infatti è composta da tre sfere armillari concentriche incastonate una dentro l'altra. Sfere armillari strutturate in questa maniera cominciarono ad essere costruite a partire dalla fine del XV secolo con lo scopo di mostrare sia la precessione sia la cosiddetta trepidazione degli equinozi. Nella sfera armillare presente nel museo, le tre sfere concentriche rappresentano l'ottava, la nona e la decima sfera dell'universo dell'epoca. La sfera più esterna rappresenta il Primum Mobile. La sfera concentrica corrispondente alla nona sfera, invece, è fissata a quella esterna in modo tale che il suo asse di rotazione coincida con l'asse dell'eclittica della sfera esterna. Questo permette alla sfera, quando viene fatta girare, di ruotare a velocità costante simulando così l'apparente spostamento delle stelle e dell'eclittica che corrisponde alla precessione uniforme degli equinozi. Infine, all'interno della nona sfera è incastonata l'ottava sfera detta anche sfera delle stelle fisse. Tramite l'utilizzo di due rotelle, si possono spostare gli equinozi dell'ottava sfera da una parte e dall'altra rispetto agli equinozi della nona sfera, il che coincide con un'oscillazione angolare dell'asse dell'ottava sfera. 

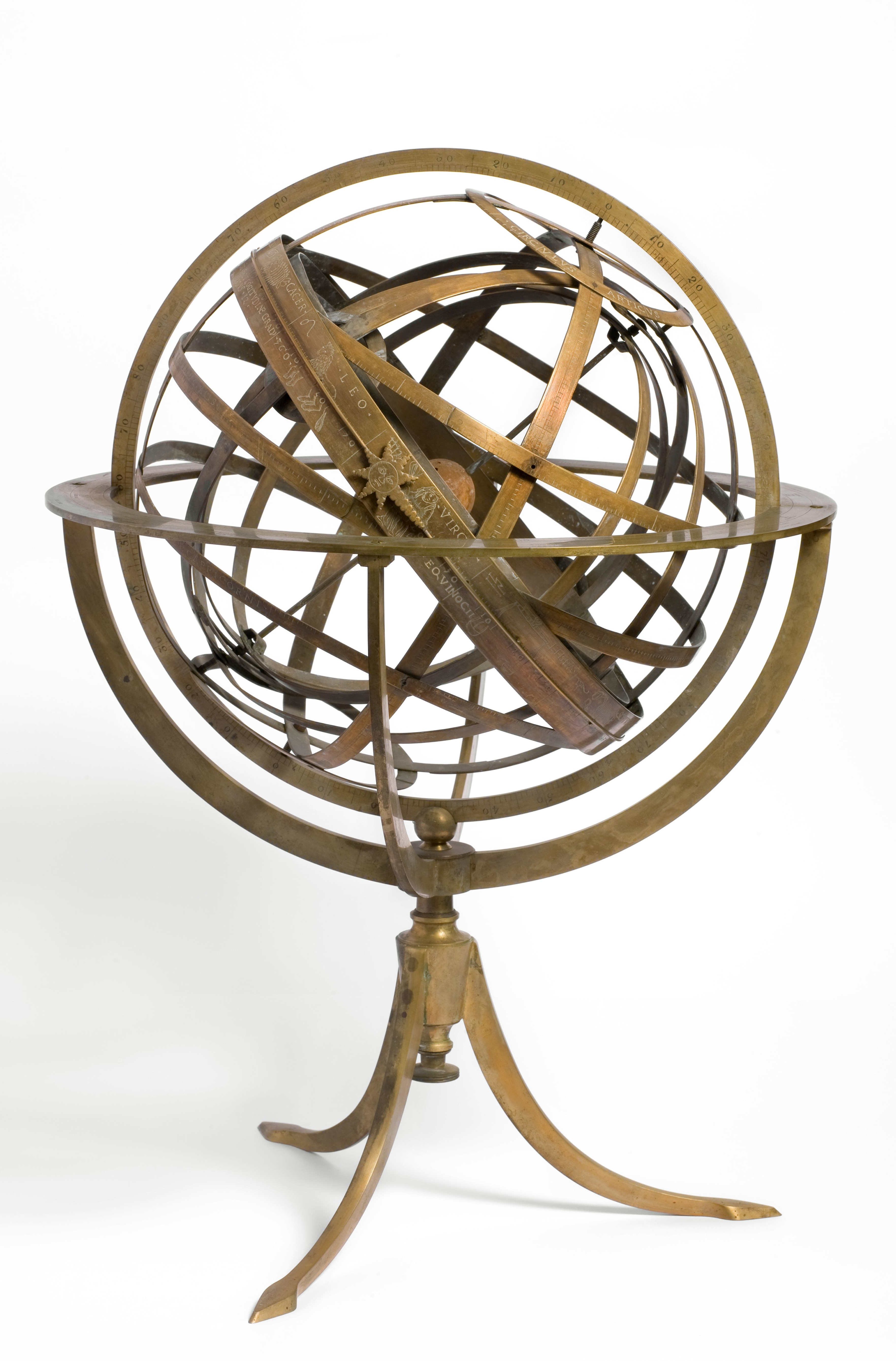
Sfera armillare, XVI secolo

La letteratura più recente riporta l'esistenza certa di sei soli esemplari di tali strumenti in tutto il mondo. Tra questi non è segnalata la sfera armillare di Padova, rimasta finora sconosciuta anche agli specialisti del settore.

In questa sala sono conservati inoltre alcuni strumenti settecenteschi legati allo studio della meccanica, del moto dei corpi e della pneumatica, come l'Apparecchio per lo studio della caduta dei corpi lungo una cicloide, costruito da Philippe Vayringe, un Tribometro, costruito da Jean Antoine Nollet, una coppia di Bicchieri di Tantalo, ideati da Erone d'Alessandria, un Apparato per lo studio del moto parabolico e il Modello di battipalo di Bartolomeo Ferracina. 

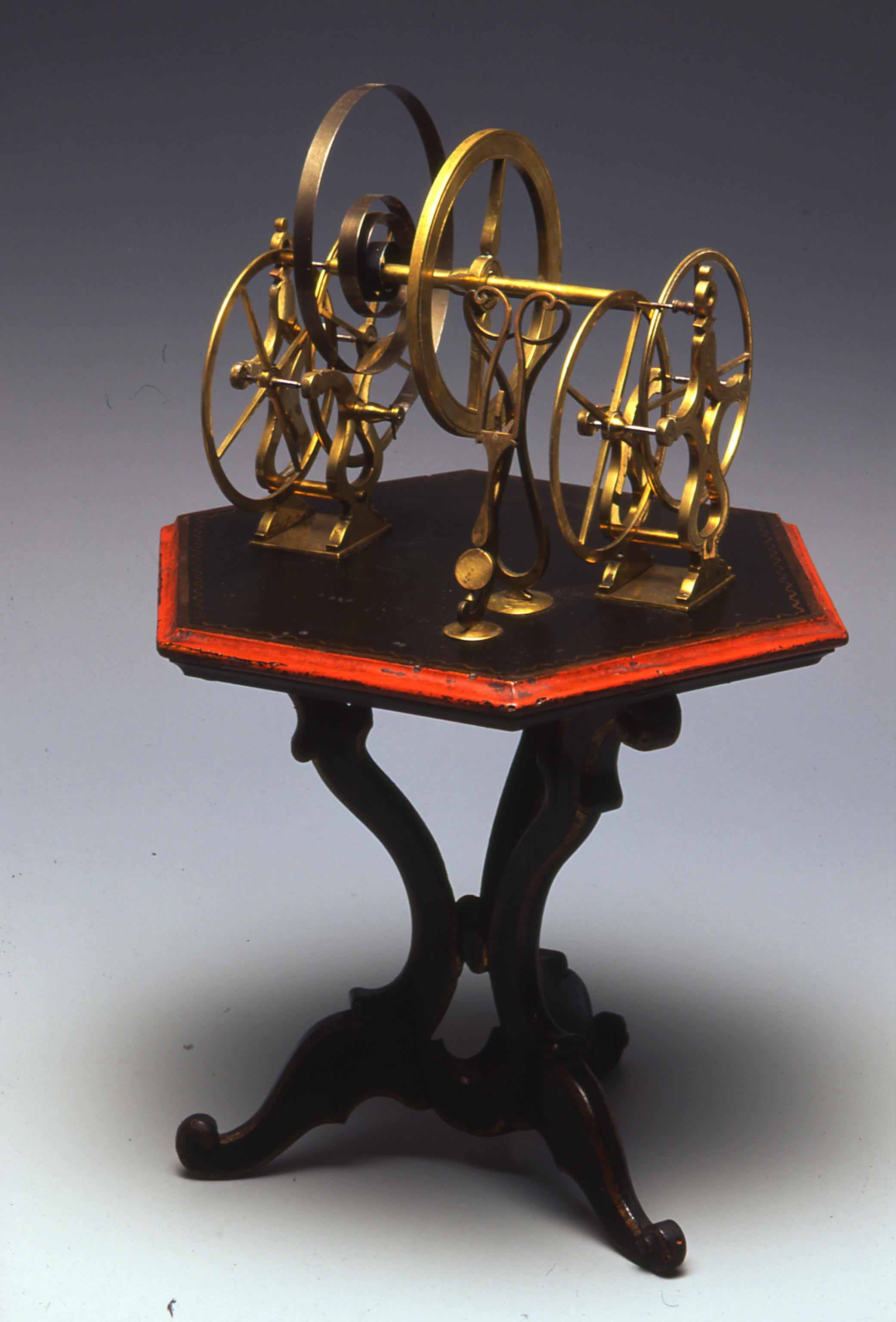
Tribometro, costruito da Jean Antoine Nollet, 1742

### Sala dell'Ottica
La sala ospita gli strumenti dedicati allo studio dell'ottica e attinenti alla riflessione, rifrazione, diffrazione, analisi spettroscopica, polarizzazione, emissione ed assorbimento delle radiazioni ottiche. 
Tra gli strumenti conservati in questa sezione del museo troviamo:
- Microscopio composto firmato “Eustachio Divini in Roma 1672”: Il microscopio a tubi scorrevoli è stato acquistato da Giovanni Poleni nel 1745 per il Teatro di Filosofia Sperimentale. Si tratta di un modello di microscopio rarissimo per le sue dimensioni e tipo di costruzione e sembrerebbe essere l'unico sopravvissuto firmato da Eustachio Divini. Il corpo è formato dalla combinazione di quattro tubi di cartone avvolti da pergamena verde decorata con filettature d'oro. I vari tubi sono stati costruiti per scorrere l'uno sull'altro e a seconda della loro estensione si può modificare il potere di ingrandimento del microscopio.

- Camera ottica: questo strumento è stato acquistato da Giovanni Poleni, che la descrive come "Una camera ottica lunga pollici ventiquattro, alta pollici dodeci e linee quattro, di legno di noce. Con due specchi piani, uno di metallo e l'altro di cristallo è una lente convessa. V.1. L'Ecc.mo Magistrato le comprò dalli N.N.H.H Martinelli".

- Lanterna magica di Domenico Selva: la prima tra le due lanterne che Poleni acquistò per il proprio teatro, descrivendola come: " Una lanterna magica lavorata dal Sig. Domenico Selva. Con un nuovo artificio, per mezzo del quale le figure di accostano e si allontanano. Vi sono tre tavolette di figure, oltre a quelle segnate alli Numeri 73 e 121 ".  Costruita principalmente in lamiera metallica il suo corpo poggia su un supporto di legno piombato. La lanterna magica si affermò come uno dei più importanti strumenti usati per l'intrattenimento e lo spettacolo e rimase in uso per moltissimo tempo.

- Stereoscopio di Brewster: acquistato dal prof. Francesco Zantedeschi presso l'atelier Duboscq-Soleil a Parigi, è corredato da alcune immagini stereoscopiche originali.

- Orologio solare dittico, risalente al XVI secolo.

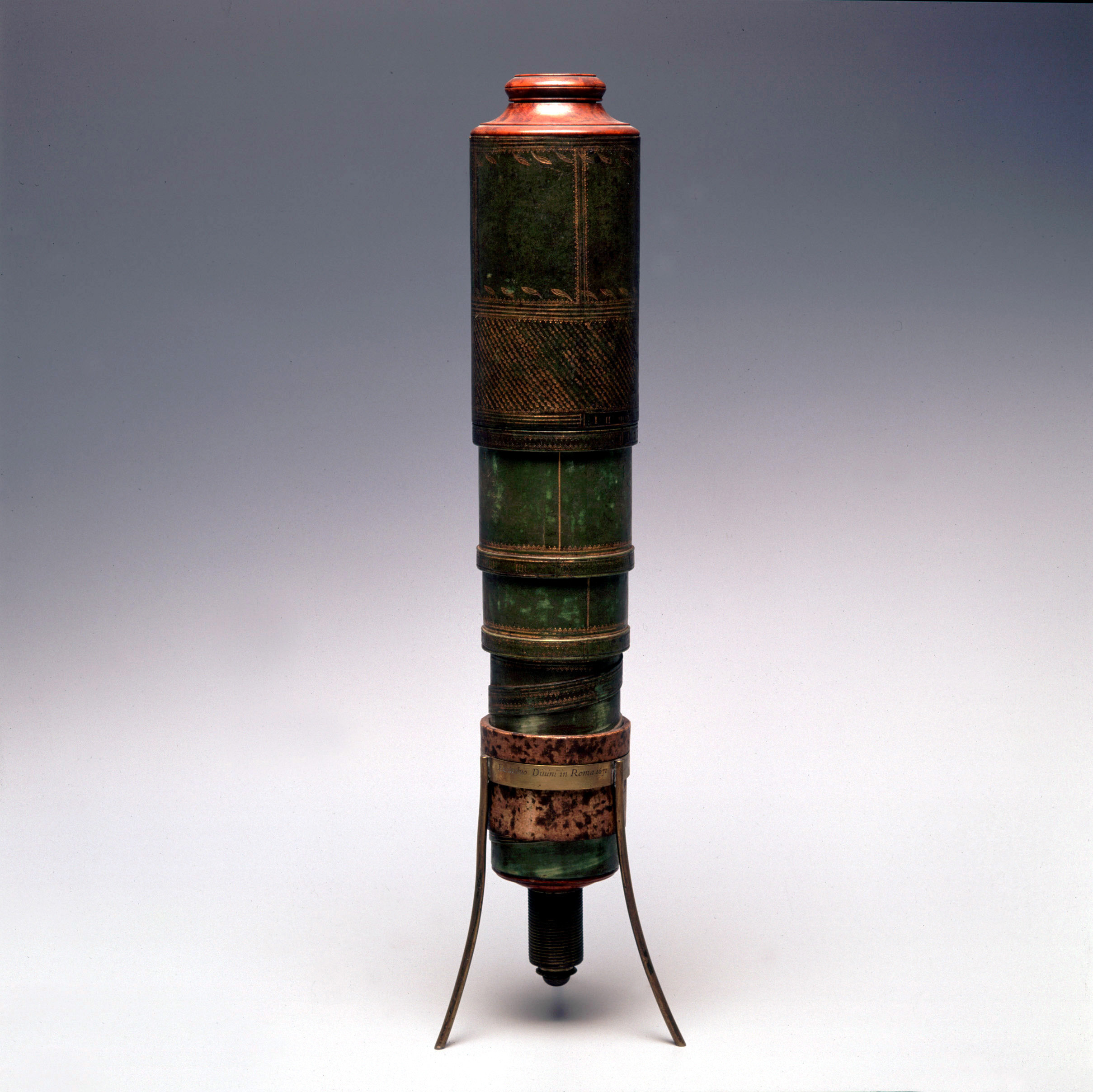
Microscopio composto, firmato “Eustachio Divini in Roma 1672”

### Corridoio di Acustica e Termologia
Il corridoio ospita gli strumenti relativi alla termologia, meteorologia e acustica. Per quanto riguarda l'acustica, sono presenti vari dispositivi per l'analisi dei suoni: risuonatori di Helmholtz, capsule manometriche, lastre di Chldani, sirena di Cagniard de Latour. Per quanto riguarda gli altri strumenti esposti, si segnala la presenza di: 
- Barometro a sifone: non firmato, 2/2 XVIII secolo.
- Barometro a due liquidi: non firmato, costruito da Giovanni Battista Rodella, 2/2 XVIII.
- Barometro a tubo ripiegato: non firmato, costruito da Giovanni Battista Rodella, 2/2 XVIII secolo. Si tratta di una variante, certamente a scopo didattico, del barometro diagonale, uno dei vari modelli ideati per amplificare il movimento della superficie del mercurio. Il barometro diagonale venne descritto nel 1688 da John Smith, orologiaio londinese, che ne attribuì l'invenzione a Sir Samuel Morland. Lo strumento venne poi riproposto da Bernardino Ramazzini nel 1695.
- Barometro portatile a bottiglia: non firmato, scale costruite da Georg Friedrich Brander, intorno al 1770 - 1780. Il tubo barometrico è piegato ad U e il ramo corto finisce in un serbatoio di legno in cui penetra una vite di ferro che permette di "bloccare" il mercurio nel recipiente in caso di trasporto. Come indicato sullo strumento stesso, le altitudini delle montagne peruviane riportate sono basate sui rilevamenti di Pierre Bouguer, che condusse una spedizione nelle Ande fra il 1735 e il 1744.
- Barometro portatile a vaschetta: firmato "Angelo Bellani fece in Monza 1811". La vaschetta del barometro ha il fondo in cuoio che può essere spostato mediante una vite, permettendo di bloccare il mercurio nel tubo e nella vaschetta e di capovolgere lo strumento in caso di trasporto. Per azzerare il barometro, si modifica il livello del mercurio in modo che la tacca incisa sul piccolo galleggiante d'avorio coincida con le tacche segnate sul piccolo cilindro d'avorio fissato sopra la vaschetta. L'introduzione della vite e della vaschetta a fondo di cuoio risale ai primi anni del Settecento.
- Termometro ad aria: non firmato, costruito da Giovanni Battista Rodella, 2/2 XVIII secolo. I termometri ad aria furono inventati all'inizio del Seicento. La colonna di liquido viene spostata su e giù dalle variazioni di volume dell'aria sovrastante, la quale si contrae o si dilata a seconda della temperatura. Val la pena sottolineare che Santorio Santorio, professore di medicina presso l'Università di Padova, è considerato uno degli inventori del termometro.
- Termometro ad alcool di Fahrenheit: non firmato, costruito da Giovanni Battista Rodella, 2/2 XVIII secolo. In questo termometro sono invece le variazioni di volume del liquido contenuto a dare indicazioni sulla temperatura.
- Termometro ideato da Jacques Barth´el´emy Micheli du Crest: firmato “Fait par G.F.BRANDER Membre de l'Acad. des Sciences Elect: de Bavi`ere et Mechanicien `a Augsbourg”: risalente alla seconda metà XVIII secolo. L'ideatore di questo strumento era di fatto molto orgoglioso di poter definire “universale” il proprio termometro. Questo infatti poteva riportava in parallelo diverse delle scale termometriche dell'epoca, permettendo così facili conversioni di misure.
- Apparecchio per lo studio della traiettoria parabolica dei getti di mercurio, XVIII secolo.

### Corridoio di Fisica moderna
Nel corridoio sono conservati gli strumenti che illustrano gli sviluppi della fisica padovana nel XX secolo. Camere a ionizzazione, scintillatori e contatori Geiger raccontano le ricerche svolte sulla radioattività nel XX secolo.
La radioattività della zona termale dei Colli Euganei venne in particolare studiata da un ricercatore dell'ateneo, Angelo Drigo, che si dedicò durante la seconda guerra mondiale allo sviluppo di un'attrezzatura specifica e alla raccolta di campioni di fango tuttora conservati in Museo.
Gli anni 1930 erano stati peraltro segnati dalla chiamata a Padova nel 1932 di Bruno Rossi, poi considerato uno dei giganti della fisica e dell'astrofisica moderna. Rossi introdusse a Padova la ricerca sui raggi cosmici e restano di lui diversi strumenti – tra gli altri una camera a nebbia, destinata a visualizzare le tracce delle particelle –, che lo studioso non poté utilizzare poiché cacciato nel 1938 a seguito delle leggi razziali, ma che vennero impiegati dopo la fine della guerra per lo studio dei raggi cosmici.
La situazione della fisica italiana dopo la guerra era di fatto disastrosa, e i raggi cosmici offrirono la possibilità di compiere studi a basso costo, in un periodo in cui gli acceleratori erano fuori dalle possibilità economiche dei fisici italiani. Un periodo difficile dunque, ma che portò alla rinascita della fisica nel paese. Nel caso di Padova, in meno di dieci anni l'Istituto di Fisica, guidato da Antonio Rostagni, tornò a svolgere un ruolo di spicco a livello internazionale.

Fra gli strumenti di quegli anni sono conservate diverse camere a bolle realizzate dal gruppo di Pietro Bassi: si trattò dei primi apparati di questo tipo funzionanti in Europa. Una di queste fu la prima camera a bolle ad essere impiegata al CERN di Ginevra alla fine degli anni 1950. Tali strumenti ci narrano non solo le difficoltà e i successi della fisica padovana e italiana nel dopo-guerra, ma anche l'avvio delle grandi collaborazioni internazionali.

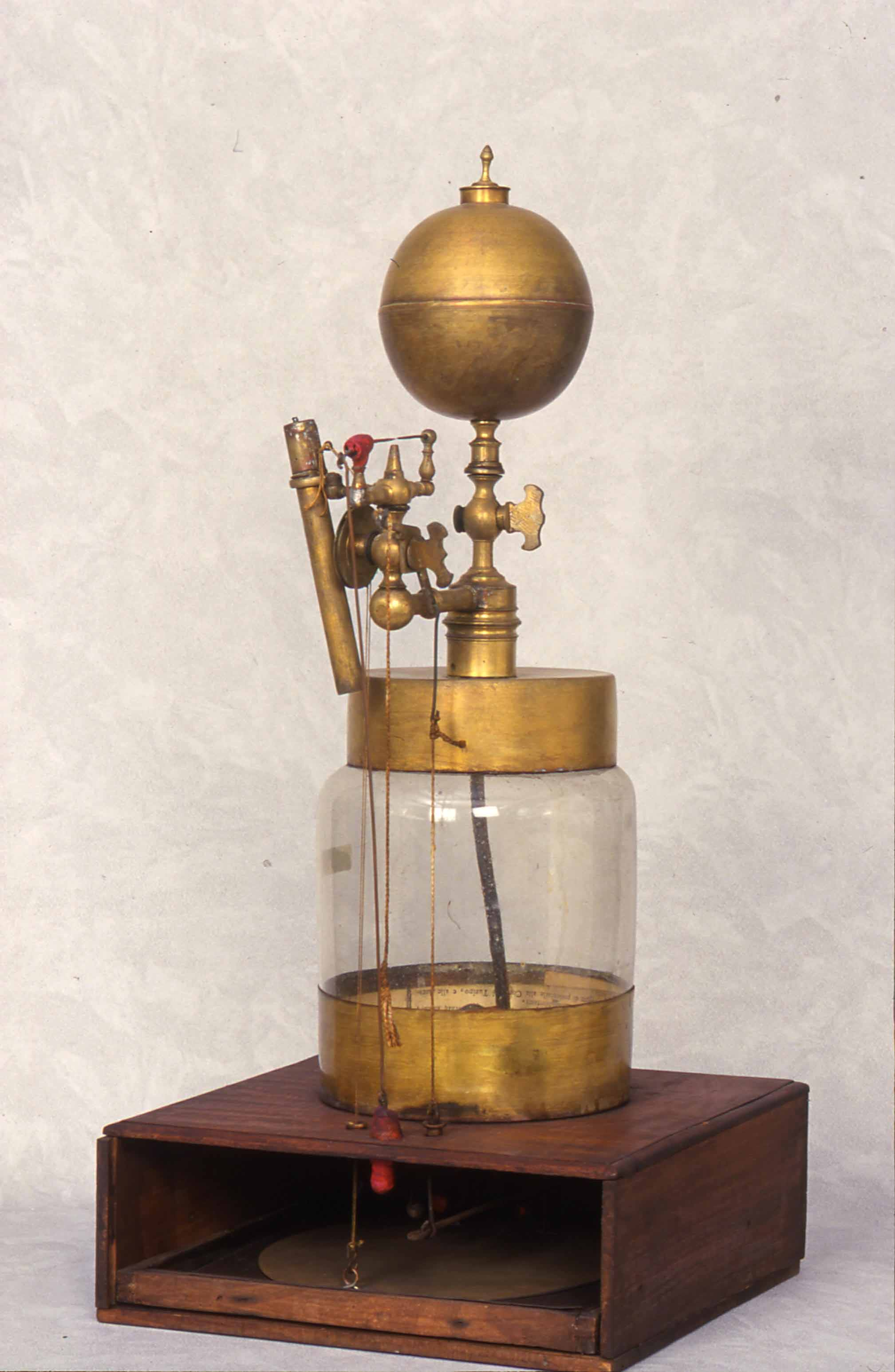
Accendilume a idrogeno, 4/4 XVIII

### Sala dell'Elettricità
La sala ospita gli strumenti dedicati allo studio e alle applicazioni dell'elettricità, tra i quali troviamo:
- Generatore elettrostatico a globo del 1765 firmato A. Fabris.
- Bottiglie di Leida.
- Vari modelli di elettroscopi.
- Pila di Volta a colonna, XIX secolo.
- Accendilume ad idrogeno, fine XVIII secolo.
- Generatore magnetoelettrico per elettroterapia firmato Sonda in Padova, XIX secolo.
- Generatore dinamoelettrico di Ladd firmato W.Ladd/London, XIX secolo.
- Ronchetto di Ruhmkorff firmato Ruhmkorff a Paris, XIX secolo.
- Motore elettrico di Froment, XIX secolo.
- Galvanometro astatico di Leopoldo Nobili, prima metà XIX secolo.
- Galvanometro astatico firmato T.Gourjon/ à Ecole Rle Polytechnique/ A Paris, 1850 circa.

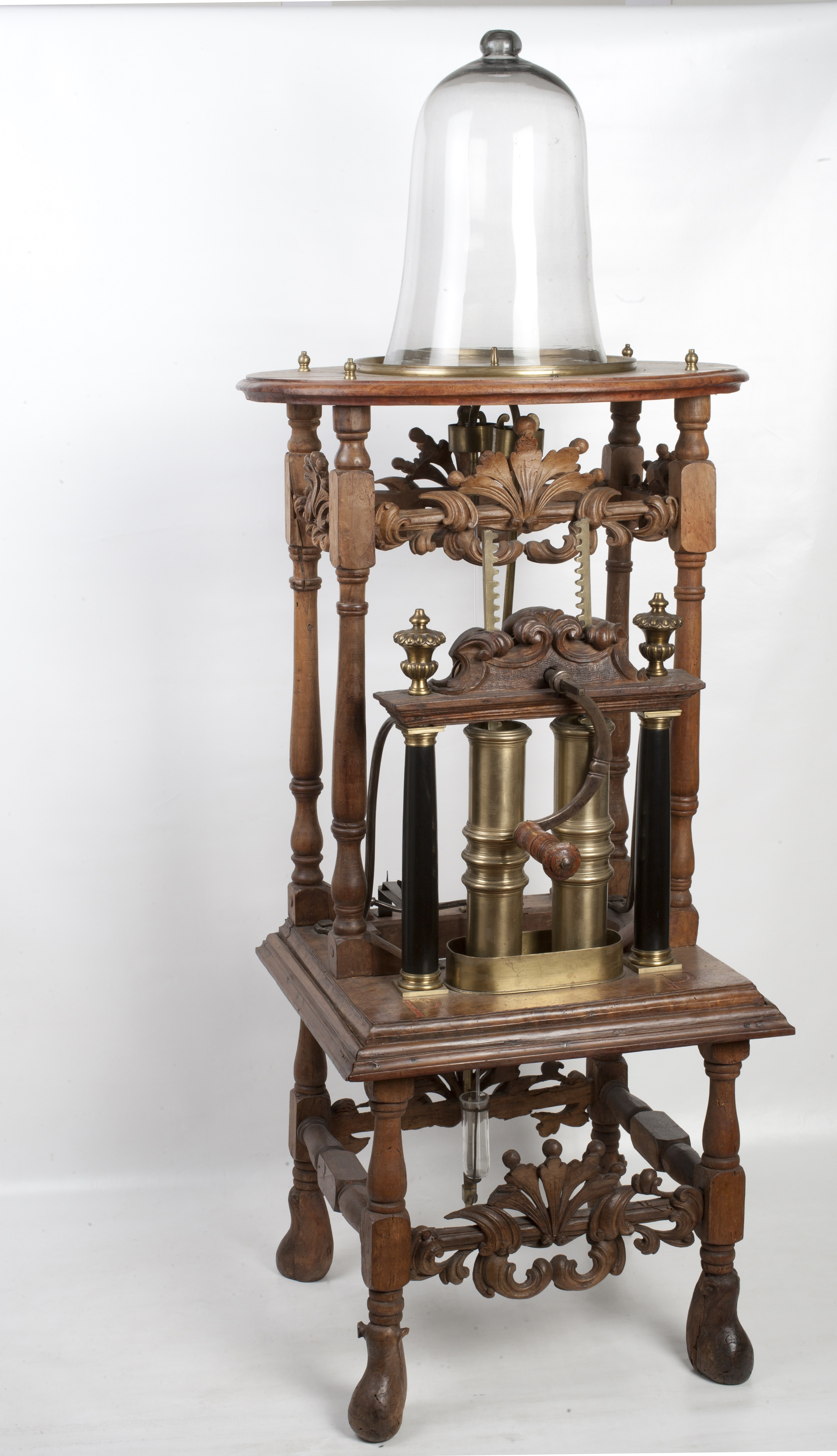
Pompa pneumatica a due cilindri, 1/2 XVIII secolo

- Tubi a raggi X, fine XIX secolo.

### Sala della Pneumatica
La sala è dedicata all'esposizione degli strumenti legati allo studio del vuoto e della pressione atmosferica. Tra gli strumenti esposti troviamo:
- Pompa pneumatica a due cilindri: non firmata, forse costruita da Francis Hauksbee Snr, 1/2 XVIII secolo. La pompa è praticamente identica alla pompa originale di Hauksbee.
- Pompa pneumatica a cilindro orizzontale: firmata (incisione alla base del cilindro) "ROYHIERUS FECIT AUG. TAURINI AN. MDCCLIX. JO BAPTISTA RODELLA PATAVII PERFECIT AN. MDCCLXXXXI", 2/2 XVIII secolo. Le pompe a cilindro orizzontale, proposte negli anni 1680 dal costruttore di strumenti scientifici olandese Johan van Musschenbroek, costituivano una variante meno sofisticata e più economica delle pompe a cilindro diagonale, ideate da Senguerdius nel 1679.
- Emisferi di Magdeburgo: non firmati, XIX secolo.
- Fontana di compressione: non firmata, XVIII secolo.
- Fontana nel vuoto: costruita da Girolamo Castelnuovo di Como, 2/2 XVIII secolo.
- Fontana di Erone: 2/4 XVIII secolo.